# Принцип екологічної конгруентності
Принцип екологічної конгруентності (відповідності): функціонально доповнюючи один одного, живі складові  екосистеми виробляють для цього відповідні  пристосування, скоординовані з умовами  абіотичного середовища, значною мірою перетворюваними тими ж організмами. Тобто спостерігається подвійний ряд відповідності — між самими організмами і середовищем їхнього проживання — зовнішньої і створюваній ценозом.

## Ресурси Інтернету
- Теоремы экологии [Архівовано 20 липня 2014 у Wayback Machine.]
- Розенберг Г. С. О структуре учения о биосфере
- Дедю И. И. Экологический энциклопедический словарь. — Кишинев, 1989 [Архівовано 24 жовтня 2016 у Wayback Machine.]
- Англо-русский биологический словарь (online версия) [Архівовано 6 листопада 2016 у Wayback Machine.]
- Англо-русский научный словарь (online версия) [Архівовано 21 жовтня 2016 у Wayback Machine.]